# Аеродром Куала Лумпур
Међународни аеродром Куала Лумпур (малајс. Lapangan Terbang Antarabangsa Kuala Lumpur, енгл. Kuala Lumpur International Airport) (IATA: KUL, ICAO: WMKK) је главни међународни аеродром у Малезији. Налази се у области Сепанг, делу савезнде државе Селангор, око 45 километара јужно од града Куала Лумпур. 
Влада Малезије је 9 фебруара 2023. објавила одлуку да се терминали KLIA и klia2 у будућности зову KLIA Terminal 1 и KLIA Terminal 2. Аеродром има три паралелне писте. Простире се на око 100 квардатних километара бившег пољопривредног земљишта. Планира се да капацитет аеродрома достигне 100 милиона путника годишње. 
Међународни аеродром Куала Лумпур је хаб за авио компаније: Батик ер Малејжа, Малејжа ерлајнз, МАСкарго, Ворлд карго ерлајнз и Раја ервејз. 